# Ruta 8 (Urugvaj)
Ruta 8 je državna cesta u Urugvaju koja povezuje Montevideo na jugu i gradić Aceguá na krajnjem istoku zemlje u departmanu Cerro Largo.
Prema zakonskoj odredbi iz 1975., posvećena je brigadiru i generalu Juanu Antoniju Lavalleji, nacionalnom junaku Urugvaja i borcu za neovisnost.
Ukupna duljina ceste, od Montevidea do Acegue, iznosi 442 kilometra. Nalazi se u vlasništvu Ministarstva prometa i javnih radova.
Nulti kilometar ceste nalazi se na Trgu Cagancha u četvrti (barrio) Centro u Montevideu.